# Arthur Brant
Arthur A. Brant (* 23. Oktober 1910 in Toronto, Ontario; † 28. Januar 2002 in Tucson, Arizona, USA) war ein kanadischer Geophysiker, Eishockeyspieler und -trainer.
Brant studierte an der University of Toronto. Er gewann Goldmedaillen in Mathematik und Physik und interessierte sich für Geophysik. Er spielte Lacrosse, Baseball und vor allem Eishockey – zweimal (1929 und 1933) stand er im Aufgebot des kanadischen Universitätsmeisters. Nach seinem Masterabschluss 1933 erhielt er ein Stipendium in Physik an der Princeton University.
1934 wurde er nach Berlin geholt, um für die Zehlendorfer Wespen als Spielertrainer im Eishockey zu arbeiten. Dafür erhielt er ein DAAD-Stipendium an der Universität Berlin. Brant führte die Wespen, damals die Nummer vier in Berlin, zur Berliner Meisterschaft 1936 und zur Teilnahme an der deutschen Meisterschaften 1937. Daneben trainierte er 1934/35 die deutsche Olympiaauswahl. 1936 promovierte Brant und kehrte 1938 nach Toronto zurück.
An der Universität Toronto hatte er eine Stelle als Assistenzprofessor für Physik. Mit seinen Studierenden entdeckte er ein Vorkommen von hochwertigem Hämatit im Steep Rock Lake. Brant arbeitete mit der Newmont Mining Corporation zusammen und 1949 verließ er die Universität und übernahm die Geophysik-Abteilung der Newmont Mining. Er schrieb 22 wissenschaftliche Artikel und erarbeitete 14 Patente. 1947 trat er der Society of Exploration Geophysicists (SEG) bei. 1960 wurde er SEG Distinguished Lecturer, 1963 zum Ehrenmitglied der SEG und 1987 wurde ihm die Maurice Ewing Medal verliehen, die höchste Auszeichnung der SEG. 1978 wurde Brant die Ehrenmitgliedschaft auf Lebenszeit der The Nature Conservancy verliehen. 1975 ging er in Rente und wurde für ein Jahr Vorsitzender des Geosat Committee, einer Lobby-Organisation für die Entwicklung von Fernerkundungstechnologien für geowissenschaftliche Anwendungen. Er setzte sich in Tucson, Arizona zur Ruhe, wo er noch mit der University of Arizona, der Columbia University und der University of Nevada, Reno zusammenarbeitete.
1940 heiratete er Lilli Tekla Umbach, die er 1933 in Princeton kennengelernt hatte. Er hatte drei Kinder (zwei Töchter und einen Sohn) und sieben Enkelkinder.
Seit 1985 gibt es die Arthur Brant Lecture Series an der Columbia University. An der Mackay School of Mines in Reno, Nevada gibt es seit 1987 den Arthur Brant-Lehrstuhl für Explorationsgeophysik und seit 1998 das Arthur Brant Laboratory of Exploration Geophysics und eine Arthur Brant Graduate Fellowship in Geophysik.